# Фринченій-де-П'ятре
Фринченій-де-П'ятре (рум. Frâncenii de Piatră) — село у повіті Селаж в Румунії. Входить до складу комуни Гилгеу.
Село розташоване на відстані 371 км на північний захід від Бухареста, 49 км на схід від Залеу, 60 км на північ від Клуж-Напоки.

## Населення
За даними перепису населення 2002 року у селі проживали 19 осіб, усі — румуни. Усі жителі села рідною мовою назвали румунську.